# 2019年福島県議会議員選挙
2019年福島県議会議員選挙は、福島県の議決機関である福島県議会を構成する議員を改選するため行われた日本の地方選挙。2019年11月10日に投票が行われた。

## 概要
2011年3月11日に発生した東北地方太平洋沖地震による震災（東日本大震災）と福島第一原子力発電所事故の影響を考慮して第17回統一地方選挙より延期されていたため2019年度の選挙も、2015年度の選挙同様第19回統一地方選挙と同一日程ではなくこの日程となった。

## 基礎データ
- 選挙事由：県議会議員の任期満了
- 告示日：2019年10月31日
- 投票日：2019年11月10日
- 議員定数：58名
- 選挙区：19選挙区（うち9選挙区で無投票[2]）
- 候補数：75名（うち15名が無投票当選）
  - 各党候補者数：自由民主党35名、公明党4名、国民民主党12名、日本共産党7名、社会民主党3名、立憲民主党2名、無所属12名

## 選挙結果
自民党は改選前より2議席増の31議席となり、単独過半数を獲得した。公明党はいわき市選挙区で初めて候補者を2名擁立し、元衆議院議員の新人、現職共に当選させ過去最多の4議席を獲得した。国民民主党は1議席減となった。共産党、社民党、立憲民主党は勢力を維持した。

## 当選した議員
自民党   公明党 
 国民民主党 
 共産党 
 立憲民主党 
 社民党 
 無所属 
| 福島市           | 西山尚利   | 宮本しづえ | 伊藤達也   | 紺野長人     |
| 福島市           | 佐藤雅裕   | 高橋秀樹   | 渡辺哲也   | 大場秀樹     |
| 会津若松市       | 佐藤義憲   | 渡部優生   | 佐藤郁雄   | 宮下雅志     |
| 郡山市           | 今井久敏   | 鈴木優樹   | 神山悦子   | 勅使河原正之 |
| 郡山市           | 佐藤憲保   | 山口信雄   | 長尾トモ子 | 椎根健雄     |
| 郡山市           | 佐久間俊男 | 山田平四郎 |            |              |
| いわき市         | 坂本竜太郎 | 矢吹貢一   | 真山祐一   | 安部泰男     |
| いわき市         | 古市三久   | 宮川えみ子 | 青木稔     | 鈴木智       |
| いわき市         | 西丸武進   | 吉田英策   |            |              |
| 白河市・西白河郡 | 三村博隆   | 渡辺義信   | 満山喜一   |              |
| 須賀川市・岩瀬郡 | 宗方保     | 渡辺康平   | 水野透     |              |
| 喜多方市・耶麻郡 | 瓜生信一郎 | 江花圭司   |            |              |
| 相馬市・新地町   | 荒秀一     |            |            |              |
| 二本松市         | 遊佐久男   | 高宮光敏   |            |              |
| 田村市・田村郡   | 先崎温容   | 三瓶正栄   |            |              |
| 南相馬市・飯舘村 | 太田先秋   | 高野光二   |            |              |
| 伊達市・伊達郡   | 佐々木彰   | 亀岡義尚   | 大橋沙織   |              |
| 本宮市・安達郡   | 佐藤政隆   |            |            |              |
| 南会津郡         | 星公正     |            |            |              |
| 河沼郡           | 小林昭一   |            |            |              |
| 大沼郡           | 杉山純一   |            |            |              |
| 東白川郡         | 宮川政夫   |            |            |              |
| 石川郡           | 円谷健市   |            |            |              |
| 双葉郡           | 吉田栄光   | 橋本徹     |            |              |

### 補欠選挙
| 年     | 月   | 選挙区       | 当選者     | 当選政党 | 欠員         | 欠員政党 | 欠員事由             |
| ------ | ---- | ------------ | ---------- | -------- | ------------ | -------- | -------------------- |
| 2021年 | 4月  | 大沼郡選挙区 | 山内長     | 無所属   | 杉山純一     | 自民党   | 会津美里町長選挙出馬 |
| 2022年 | 10月 | 双葉郡選挙区 | 佐々木恵寿 | 自民党   | 吉田栄光     | 自民党   | 浪江町長選挙出馬     |
| 2022年 | 10月 | 郡山市選挙区 | 佐藤徹哉   | 自民党   | 勅使河原正之 | 自民党   | 郡山市長選挙出馬     |